# Heugstatt
Der Heugstatt ist ein 1262 m ü. NHN hoher Berg im nördlichen Bayerischen Wald, gut fünf Kilometer westnordwestlich des Großen Arbers.

## Geographische Lage
Der Gipfel des Heugstatts liegt auf der Gemarkung der südwestlich des Berges gelegenen Gemeinde Drachselsried im niederbayerischen Landkreis Regen. Sein Gipfelplateau bildet eine Wiese, die bis in die 1950er Jahre als Almweide für Jungvieh genutzt wurde. Heute führt der Europäische Fernwanderweg E6 und Goldsteig vom Großen Arber zum Kaitersberg und Eck über den Heugstatt, der auch die Mitte des Arberkammes markiert.
Westlich unterhalb des Gipfels liegt die Berghütte Schareben, die ganzjährig ohne Ruhetag bewirtschaftet wird und mit dem Pkw von Bodenmais oder Arnbruck und Drachselsried auf teils unbefestigten Straßen erreichbar ist. Dort beginnt der kürzeste Anstieg auf den Heugstatt, der allerdings kaum als eigenständige Wanderung bestiegen wird. Lohnender ist der Weiterweg zum Kleinen Arber bzw. in Gegenrichtung zum Schwarzeck, Eck und Kaitersberg.